# Reblochon
El reblochon es un queso francés de la Alta Saboya y de Saboya que nació en el macizo des Aravis en el valle de Thônes y de Val d'Arly. Está beneficiado por una AOC desde el año 1958 bajo el nombre de Reblochon o Reblochon de Savoie.
Su nombre viene del término saboyardo re-blocher, que significaba en el siglo XVI "agarrar la ubre de la vaca una segunda vez". La tradición dice que los agricultores del macizo hacían un primer ordeño para el propietario de las vacas (en general las Abadías) y un segundo ordeño, una vez caída la noche, por su propia cuenta. Los campesinos evitaban así pagar un impuesto demasiado pesado, basado en la cantidad de leche producida.

## Características
Es un queso a base de leche de vaca de raza Abondance, Tarine y Montbéliarde. La pasta es tierna y la corteza limpia, de un peso medio de entre 450 a 500 gramos. Su corteza es amarilla azafrán, cubierta de una fina "espuma blanca" que da prueba de un buen afinado en bodega fresca.Tiene forma de un disco grueso de 14 cm de diámetro por 3.5 cm de altura.
Su período de degustación óptimo se extiende de mayo a septiembre después de una maduración de 6 a 8 semanas, pero es también excelente de marzo a diciembre. Se utiliza también para la elaboración de la tartiflette (íntimamente unida a la producción de este queso).
Debe haber salido del refrigerador unas dos horas antes de probarlo. Se sirve en general un poco más fresco que la temperatura ambiente e idealmente en torno a 16 °C. Producción: 17.404 toneladas en 2002 (+ 14,85% desde 1996) 21% del cual corresponde a los agricultores.
- El secreto de la etiqueta del reblochon: si la etiqueta es roja, es un reblochon fruitier (reblochon frutero); si es verde, es un reblochon fermier, (reblochon de granja), cuya calidad se garantiza por la Unión Sindical de los Productores de Reblochon de granja (UPRF).
- La producción, actualmente, se hace con el fermento Sir-Flora. Un nuevo fermento de poder acidificador más suave que se comenzó a utilizar desde junio de 2002.

## Fabricación
- Son necesarios por término medio 4 litros de leche cruda y entera para fabricar un Reblochon de 500 g. después de la recogida, se pasa la leche en cubas, luego es ligeramente calentado. Se añade a continuación el requesón natural con el fin de obtener "una cuajada", que se recorta delicadamente en pequeños granos con ayuda de una cuchilla. Los granos de cuajada así obtenidos se distribuyen en moldes.
- Se coloca entonces la bolita de caseína para la definición del Reblochon, luego un peso destinado a presionar el queso para terminar el drenaje y eliminar el excedente de leche.
- Después de más de una hora de prensado, durante la cual al queso se le da la vuelta, se desmolda tras haberlo salado.
- El Reblochon se coloca a continuación en un secadero a una temperatura de 16 °C a 18 °C durante 4 días, antes de colocarse durante al menos 15 días en bodega de curado donde se lavará regularmente y se le da la vuelta.
- Después de esta estancia en bodega, el Reblochon de Saboya se embala en un papel adaptado, que le aísla por una fina placa de picea para controlar su humedad y permitirle proseguir su refinamiento.

## Denominación de origen
A nivel nacional, en Francia, el Reblochon es reconocido como appellation d'origine contrôlée (AOC) desde 1958. Desde 1996, es una denominación de origen protegida (PDO) ante la Unión Europea. A nivel internacional, cuenta con registro como denominación de origen, conforme al Sistema de Lisboa, ante la Organización Mundial de la Propiedad Intelectual, desde el 20 de diciembre de 1967.